# Elagatis bipinnulata
Elagatis bipinnulata es una especie de peces de la familia Carangidae en el orden de los Perciformes.

## Nombres comunes
Es conocido en inglés como «rainbow runner» o «rainbow yellowtail». Tanto en Tuvalu como en Tokelau, se lo conoce como «kamai».

## Morfología
• Los machos pueden llegar alcanzar los 180 cm de longitud total y los 46 kg de peso.

## Distribución geográfica
Se encuentra en las  costas del Atlántico occidental (desde Río de Janeiro - Brasil- hasta el norte del Golfo de México y Bermuda,  y ocasionalmente hasta Massachusetts), en el Atlántico oriental (desde Angola hasta Cabo Verde y Canarias), en el sur del Mediterráneo (ocasional), en el Pacífico oriental (desde el Golfo de California hasta Ecuador, incluyendo las Islas Galápagos) y en el Océano Índico (salvo el Golfo Pérsico).